# 차현우
차현우(본명: 김영훈, 1980년 2월 9일 ~)는 대한민국의 배우이자 가수이다. 1997년 R&B 보컬 그룹 예스 브라운의 보컬로 가수 데뷔하였으며, 이후 배우로 전향하였다가 현재는 프로듀서로 활동하고 있다.

## 출연작

### 영화
- 2011년 《퍼펙트 게임》 ... 장채근 역
- 2011년 《수상한 고객들》 ... 이원주 역
- 2012년 《577프로젝트》 ... 본인 역
- 2012년 《이웃사람》 ... 이 형사 역

### 드라마
- 2009년 KBS2 《전설의 고향》〈죽도의 한〉 ... 류비 역
- 2010년 MBC 《로드 넘버원》 ... 마창길 역
- 2012년 SBS 《대풍수》 ... 원해 역

### 라디오 프로그램
- 2015년 EBS FM 《EBS 책 읽는 라디오 낭독 시리즈》